# Арамнов Андрій Миколайович
Андрій Миколайович Арамнов  (біл. Андрэй Мікалаевіч Арамнаў; 17 квітня 1988) — білоруський важкоатлет, олімпійський чемпіон.
Спортсмен року в Білорусі — 2008 рік.

## Виступи на Олімпіадах
На Олімпіаді в Пекіні встановив один світовий та три Олімпійські рекорди, так у ривку він підняв вагу в 200 кг у поштовху — 236 кг, а загальна сума становила — 436 кг.
| Олімпіада  | Дисципліна      | Місце |
| ---------- | --------------- | ----- |
| Пекін 2008 | важка категорія | 1     |